# Болдаково
Болдаково  — деревня в Боровском районе Калужской области. Входит в состав сельского поселения «Деревня Асеньевское».

## География
Рядом Тишнево, Юрково, Курчино.

## Население
| 2002 | 2010 |
| ---- | ---- |
| 4    | ↘1   |

## История
В 1782-м году сельцо Балдаково Алексея Матвеевича Жемчужникова, Натальи Дементьевны Позняковой, Варвары Андреевны Марьиной, Авдотьи Ивановны Челищевой, Алексея Гавриловича Реткина.